# RKC Waalwijk
RKC Waalwijk (phát âm tiếng Hà Lan: [ˌɛrkaːˈseː ˈʋaːlʋɛi̯k]) là một câu lạc bộ bóng đá có trụ sở tại Waalwijk, Hà Lan, hiện đang chơi ở Eredivisie. Tên của câu lạc bộ trong tiếng Hà Lan là Rooms Katholieke Combinatie Waalwijk, có nghĩa là Sự kết hợp Công giáo La Mã Waalwijk. Câu lạc bộ được thành lập như một sự hợp nhất của HEC, WVB và Hercules.

## Lịch sử
Câu lạc bộ được thành lập vào ngày 26 tháng 8 năm 1940 và được sử dụng để chơi các trận đấu trên sân nhà tại Sportpark Olympia. Sân vận động mới của nó, Mandemakers Stadion 7500 chỗ ngồi đã được khai trương vào năm 1996 và có trận đấu trên sân nhà với Roda JC. Mặc dù được coi là một trong những câu lạc bộ nhỏ hơn của Eredivisie, tuy nhiên đội vẫn nằm ở hạng đấu cao nhất trong nhiều năm. Màu sắc sân nhà là vàng và xanh.
Vào cuối mùa giải 2006-07, RKC Waalwijk bị loại khỏi Eredivisie sau thất bại ở trận play-off trước VVV-Venlo.
Vào ngày 3 tháng 6 năm 2009, họ được thăng lên Eredivisie sau khi giành chiến thắng trong trận play-off trước De Graafschap. Mặc dù vậy, lượt thi đấu của họ đã không kết thúc lâu ở vị trí cuối cùng chỉ với 15 điểm. Trong mùa giải tiếp theo, họ về đích đầu tiên trong Eerste Divisie thăng hạng trở lại trong giải đấu cao nhất của bóng đá Hà Lan.
Sau một lần xuống hạng khác vào cuối mùa giải 2013-2014, RKC Waalwijk đã kết thúc thứ 20 (cuối cùng) trong mùa giải 2014-15 của Eerste Divisie. Tuy nhiên, họ đã không xuống hạng Topklasse (nghiệp dư) vì cả hai nhà vô địch Topklasse đều từ chối thăng hạng thành chuyên nghiệp. Mùa 2016-17, họ đã thực hiện trận play-off Eerste Divisie, thua 5-2 trên tổng số trước FC Emmen.
Trong mùa giải 2017-18, RKC đã được xếp thứ 16 trên tổng số 20 đội trong Eerste Divisie. Năm 2019, Waalwijk thăng hạng trở lại Eredivisie sau năm năm vắng bóng, sau khi đánh bại Go Ahead Eagles trong trận chung kết play-off. Sau trận hòa 0-0 ở trận lượt đi trên sân nhà, RKC đã thắng trận lượt về 4-5 trên sân khách.

## Kết quả
Dưới đây là bảng với kết quả trong nước của RKC kể từ khi giới thiệu bóng đá chuyên nghiệp năm 1984. 
| Domestic Results since 1956 | Domestic Results since 1956 | Domestic Results since 1956                                | Domestic Results since 1956 | Domestic Results since 1956 |
| Domestic league             | League result               | Qualification to                                           | KNVB Cup season             | Cup result                  |
| --------------------------- | --------------------------- | ---------------------------------------------------------- | --------------------------- | --------------------------- |
| 2017–18 Eerste Divisie      | 18th                        | –                                                          | 2017–18                     | second round                |
| 2016–17 Eerste Divisie      | 10th                        | –                                                          | 2016–17                     | second round                |
| 2015–16 Eerste Divisie      | 18th                        | –                                                          | 2015–16                     | second round                |
| 2014–15 Eerste Divisie      | 20th                        | –                                                          | 2014–15                     | second round                |
| 2013–14 Eredivisie          | 16th                        | Eerste Divisie (promotion/relegation playoffs: relegation) | 2013–14                     | second round                |
| 2012–13 Eredivisie          | 14th                        | –                                                          | 2012–13                     | third round                 |
| 2011–12 Eredivisie          | 9h                          | –                                                          | 2011–12                     | quarter final               |
| 2010–11 Eerste Divisie      | 1st                         | Eredivisie (promoted)                                      | 2010–11                     | semi final                  |
| 2009–10 Eredivisie          | 18th                        | Eerste Divisie (relegation)                                | 2009–10                     | second round                |
| 2008–09 Eerste Divisie      | 2nd                         | Eredivisie (promotion/relegation play-offs: promotion)     | 2008–09                     | third round                 |
| 2007–08 Eerste Divisie      | 2nd                         | promotion/relegation play-offs: no promotion               | 2007–08                     | round of 16                 |
| 2006–07 Eredivisie          | 17th                        | Eerste Divisie (promotion/relegation play-off: relegation) | 2006–07                     | semi final                  |
| 2005–06 Eredivisie          | 12th                        | –                                                          | 2005–06                     | third round                 |
| 2004–05 Eredivisie          | 9th                         | –                                                          | 2004–05                     | round of 16                 |
| 2003–04 Eredivisie          | 11th                        | –                                                          | 2003–04                     | round of 16                 |
| 2002–03 Eredivisie          | 9th                         | –                                                          | 2002–03                     | third round                 |
| 2001–02 Eredivisie          | 8th                         | –                                                          | 2001–02                     | round of 16                 |
| 2000–01 Eredivisie          | 7th                         | –                                                          | 2000–01                     | second round                |
| 1999–2000 Eredivisie        | 11th                        | –                                                          | 1999–00                     | quarter finals              |
| 1998–99 Eredivisie          | 16th                        | promotion/relegation competition: no relegation            | 1998–99                     | second round                |
| 1997–98 Eredivisie          | 16th                        | promotion/relegation competition: no relegation            | 1997–98                     | second round                |
| 1996–97 Eredivisie          | 16th                        | promotion/relegation competition: no relegation            | 1996–97                     | round of 16                 |
| 1995–96 Eredivisie          | 11th                        | –                                                          | 1995–96                     | second round                |
| 1994–95 Eredivisie          | 8th                         | –                                                          | 1994–95                     | second round                |
| 1993–94 Eredivisie          | 16th                        | promotion/relegation competition: no relegation            | 1993–94                     | quarter finals              |
| 1992–93 Eredivisie          | 9th                         | –                                                          | 1992–93                     | round of 16                 |
| 1991–92 Eredivisie          | 10th                        | –                                                          | 1991–92                     | third round                 |
| 1990–91 Eredivisie          | 7th                         | –                                                          | 1990–91                     | second round                |
| 1989–90 Eredivisie          | 8th                         | –                                                          | 1989–90                     | second round                |
| 1988–89 Eredivisie          | 11th                        | –                                                          | 1988–89                     | second round                |
| 1987–88 Eerste Divisie      | 1st                         | Eredivisie (promotion)                                     | 1987–88                     | semi finals                 |
| 1986–87 Eerste Divisie      | 4th                         | promotion competition: no promotion                        | 1986–87                     | second round                |
| 1985–86 Eerste Divisie      | 3rd                         | promotion competition: no promotion                        | 1985–86                     | first round                 |
| 1984–85 Eerste Divisie      | 5th                         | promotion competition: no promotion                        | 1984–85                     | first round                 |

## RKC ở châu Âu
- Bảng = vòng bảng
- 1R = vòng đầu tiên
- 2R = vòng thứ hai
- 3R = vòng thứ ba
- 1/8 = vòng 1/8

| Mùa  | Giải đấu           | Vòng | Quốc gia                 | Câu lạc bộ           | Ghi bàn          | Mục tiêu RKC |
| ---- | ------------------ | ---- | ------------------------ | -------------------- | ---------------- | ------------ |
| 1989 | Cúp Intertoto      |      |                          |                      |                  |              |
|      |                    | Nhóm | liên_kết=\|viền Tây Đức  | 1. FC Kaiserslautern | 1 trận1, 2 trận2 |              |
|      |                    | Nhóm | liên_kết=\|viền Áo       | FirstVienna FC       | 3 Lốc4, 2 Lốc4   |              |
|      |                    | Nhóm | liên_kết=\|viền Đông Đức | Carl Zeiss Jena      | 2 trận0, 1 trận0 |              |
| 1989 | Cúp Intertoto      |      |                          |                      |                  |              |
|      |                    | Nhóm | liên_kết=\|viền Pháp     | Caen                 | 1 trận0, 0 trận2 |              |
|      |                    | Nhóm | liên_kết=\|viền Đan Mạch | Lyngby BK            | 1 trận1, 0 trận2 |              |
|      |                    | Nhóm | liên_kết=\|viền Đức      | FC Schalke 04        | 3 trận2, 4 trận2 |              |
| 2000 | Cúp Liên đoàn UEFA | 3R   | liên_kết=\|viền Anh      | Thành phố Bradford   | 0 trận2, 0 trận1 |              |
| 2001 | Cúp Liên đoàn UEFA | 3R   | liên_kết=\|viền Đức      | TSV 1860 München     | 1 trận2, 1 trận3 |              |

## Cầu thủ

### Đội hình hiện tại
Tính đến ngày 2/9/2024.
Ghi chú: Quốc kỳ chỉ đội tuyển quốc gia được xác định rõ trong điều lệ tư cách FIFA. Các cầu thủ có thể giữ hơn một quốc tịch ngoài FIFA.
| Số | VT | Quốc gia | Cầu thủ             |
| -- | -- | -------- | ------------------- |
| 1  | TM | Hà Lan   | Jeroen Houwen       |
| 2  | HV | Hà Lan   | Julian Lelieveld    |
| 3  | HV | Bỉ       | Dario Van den Buijs |
| 4  | HV | Suriname | Liam van Gelderen   |
| 5  | HV | Hà Lan   | Juan Castillo       |
| 6  | TV | Maroc    | Yassin Oukili       |
| 7  | TĐ | Suriname | Denilho Cleonise    |
| 8  | TV | Hà Lan   | Patrick Vroegh      |
| 9  | TĐ | Ba Lan   | Oskar Zawada        |
| 10 | TĐ | Hà Lan   | Reuven Niemeijer    |
| 11 | TĐ | Ai Cập   | Alexander Jakobsen  |
| 13 | TM | Hà Lan   | Joey Kesting        |
| 14 | TV | Bỉ       | Chris Lokesa        |
| 15 | TV | Hà Lan   | Nouri El Harmazi    |
| 16 | TM | Hà Lan   | Luuk Vogels         |

| Số | VT | Quốc gia | Cầu thủ                     |
| -- | -- | -------- | --------------------------- |
| 17 | HV | Curaçao  | Roshon van Eijma            |
| 18 | TĐ | Hà Lan   | Silvester van der Water     |
| 19 | TĐ | Suriname | Richonell Margaret          |
| 20 | TĐ | Bỉ       | Ilias Takidine              |
| 21 | TM | Hà Lan   | Yanick van Osch             |
| 22 | TV | Hà Lan   | Tim van de Loo              |
| 23 | TV | Hà Lan   | Richard van der Venne       |
| 24 | TV | Curaçao  | Godfried Roemeratoe         |
| 28 | HV | Hà Lan   | Aaron Meijers               |
| 29 | TĐ | Hà Lan   | Michiel Kramer (đội trưởng) |
| 30 | TV | Pháp     | Daouda Weidmann             |
| 33 | HV | Maroc    | Faissal Al Mazyani          |
| 34 | HV | Hà Lan   | Luuk Wouters                |
| 35 | TV | Curaçao  | Kevin Felida                |
| 52 | TV | Hà Lan   | Mohamed Ihattaren           |

### Cho mượn
Ghi chú: Quốc kỳ chỉ đội tuyển quốc gia được xác định rõ trong điều lệ tư cách FIFA. Các cầu thủ có thể giữ hơn một quốc tịch ngoài FIFA.
| Số | VT | Quốc gia | Cầu thủ                                       |
| -- | -- | -------- | --------------------------------------------- |
| —  | HV | Hà Lan   | Luuk Wouters (tại FC Eindhoven đến 30/6/2024) |

## Danh hiệu
- Eerste Divisie (2):
  - 1987-88, 2010-11

## Cựu huấn luyện viên
| - Leen Looijen (1985–86) - Leo van Veen (ngày 1 tháng 7 năm 1986 – ngày 30 tháng 6 năm 1993) - Hans Verèl (ngày 1 tháng 7 năm 1993–Dec 18, 1993) - Bert Jacobs (Dec 18, 1993–ngày 30 tháng 6 năm 1995) - Leo van Veen (ngày 1 tháng 7 năm 1995 – ngày 30 tháng 6 năm 1996) - Cees van Kooten (ngày 1 tháng 7 năm 1996–Oct 12, 1996) - Bert Jacobs (Oct 12, 1996–ngày 30 tháng 6 năm 1997) | - Peter Boeve (ngày 1 tháng 7 năm 1997–Oct 26, 1998) - Martin Jol (Oct 26, 1998–ngày 30 tháng 6 năm 2004) - Erwin Koeman (ngày 1 tháng 7 năm 2004 – ngày 30 tháng 6 năm 2005) - Adrie Koster (ngày 1 tháng 7 năm 2005–Nov 27, 2006) - Mark Wotte (Nov 27, 2006–ngày 20 tháng 6 năm 2007) - Željko Petrović (ngày 1 tháng 7 năm 2007 – ngày 30 tháng 6 năm 2008) | - Ruud Brood (ngày 1 tháng 7 năm 2008 – ngày 30 tháng 6 năm 2012) - Erwin Koeman (ngày 1 tháng 7 năm 2012 – ngày 30 tháng 6 năm 2014) - Martin Koopman (ngày 1 tháng 7 năm 2014 – ngày 11 tháng 2 năm 2015) - Peter van den Berg (ngày 12 tháng 2 năm 2015 - ngày 7 tháng 1 năm 2018) - Hans de Koning (ngày 7 tháng 1 năm 2018 - ngày 30 tháng 6 năm 2018) - Fred Grim (ngày 8 tháng 7 năm 2018 -) |